# すずむし荘
すずむし荘（すずむしそう）は、長野県北安曇郡松川村にある温泉宿（日帰り入浴可）。

## 施設
当施設は松川村が「松川村温泉施設の設置及び管理に関する条例」に基づき、「地域住民の福祉と健康増進に寄与するとともに農林漁業体験を伴う都市交流等を通じて地域活性化を目指し，保健休養及び触れ合いの場として」（引用）設置する温泉施設である。1991年（平成3年）、温泉の掘削に成功。翌1992年（平成4年）にすずむし荘が開業した。現在の施設運営はFun Space株式会社が担当している。
建物の設計は建築家・宮本忠長による。鉄骨鉄筋コンクリート構造の地上2階建てで、延床面積は3,021平方メートル。館内各所にいわさきちひろや地元の芸術家らによる作品を展示。夏から秋までの期間は飼育しているスズムシの鳴き声をロビーに響かせている。
客室は11室で、収容人数は49人である。内訳は下記の通り。
- 和室（10畳）：5室
- 洋室（14畳、最大4人）：5室
- 特別室（和室8畳に加え洋間）：1室

館内に「レストラン Radice SUZUNE」があり、お昼のみの営業でパスタランチを用意している。宿泊客向けには創作料理で、メインに福味鶏が使用される「スタンダードコース」とアルプス牛が使用される「プレミアムコース」の2種類が用意される。宴会は4人から80人まで対応する。
各サービスごとの定休日は以下の通り。
- 宿泊：年中無休[1]
- 日帰り入浴：第4木曜日（祝日であれば営業）[5]
- レストラン：木曜日[8]

## 温泉
当施設の源泉「天然ラドン馬羅尾天狗岩温泉」は、馬羅尾山の地下1,800メートルにあり、そこから当施設まで約5キロメートル引湯している。男風呂・女風呂それぞれに大浴場と露天風呂を設置。宿泊客向けの「ふれあいの湯」もある。
泉質は下記の通り。効能は公式ウェブサイトから引用した。
- 泉質：単純弱放射能温泉（弱アルカリ性低拡張性泉）
- pH：8.1
- 泉温：セ氏30.5度（常時加温、加水なし、一部掛け流し）
- 効能：神経痛・筋肉痛・関節痛・五十肩・運動麻痺・関節のこわばり・うちみ・くじき・慢性消化器病・痔疾・冷え性・病後回復期・疲労回復・健康増進・痛風・動脈硬化症・高血圧症・慢性胆嚢炎・胆石症・慢性皮膚病・慢性婦人病

## 交通アクセス
公共交通機関
JR大糸線・信濃松川駅から徒歩20分間。
信州まつもと空港からシャトルバス（予約制）。
宴会客向けに送迎バスを用意。
あづみ野周遊バスおよび信濃大町周遊バス 安曇野ちひろ美術館バス停から徒歩5分ほど。
信州まつもと空港シャトル便ですずむし荘下車。
自家用自動車
長野自動車道・安曇野インターチェンジから20キロメートル、自動車で20分間。普通車120台、大型バス5台分の駐車場がある。